# 塞拉 (聖埃斯皮里圖州)
20°07′44″S 40°18′28″W / 20.12889°S 40.30778°W

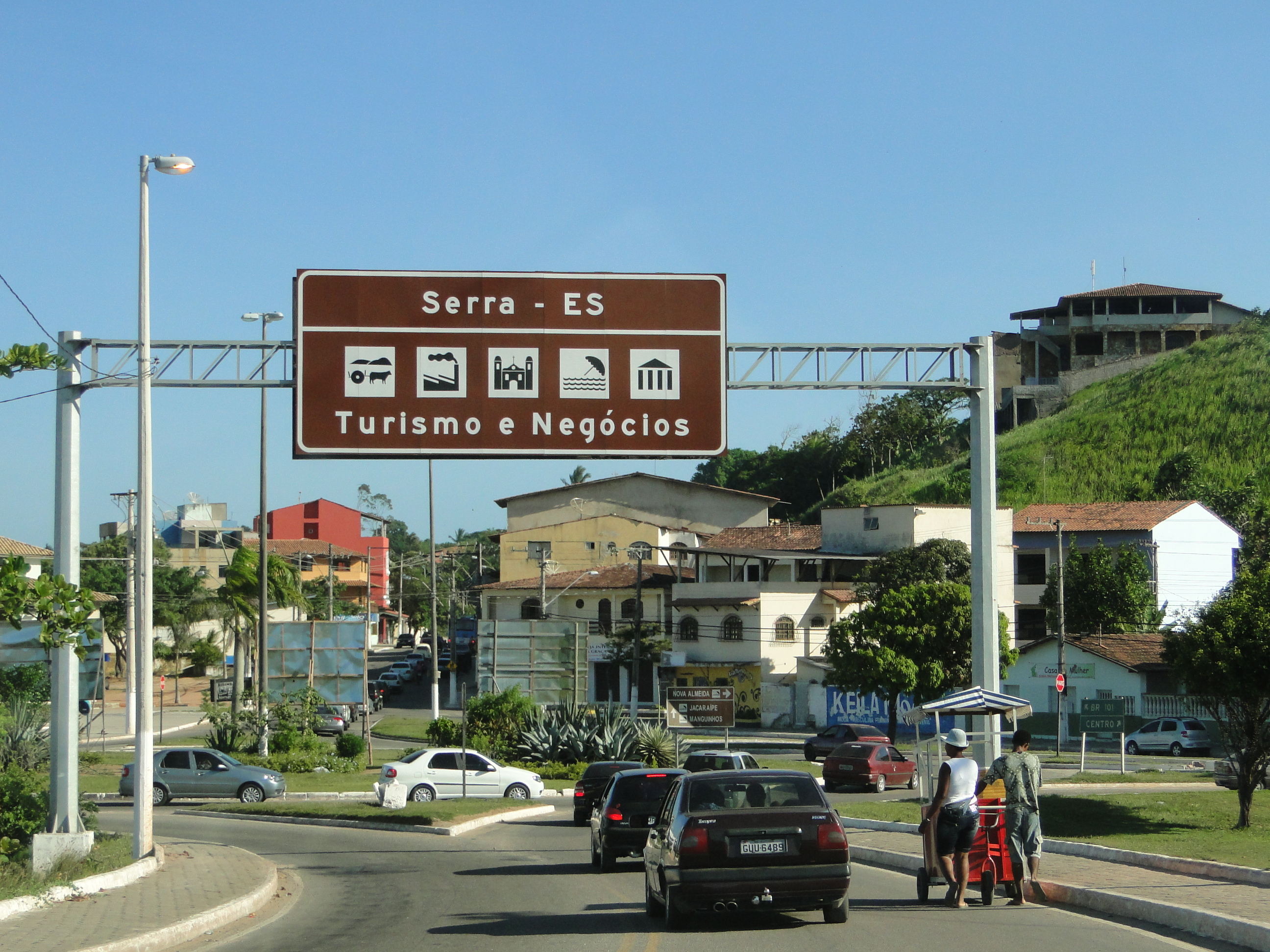
塞拉

塞拉是巴西的城市，位於該國東南部，距離首府維多利亞約20公里，由聖埃斯皮里圖州負責管轄，始建於1556年11月6日，面積553.2平方公里，海拔高度301米，受熱帶氣候影響，2010年人口409,324。

## 外部連結
- History of Serra (in Portuguese)
  - Images Maps Google of Serra ES Brazil （页面存档备份，存于）